# Tangara chrysotis
Tangara chrysotis là một loài chim trong họ Thraupidae.